# Lluís de Caralt i Borrell
Lluís de Caralt i Borrell (Barcelona, 13 de desembre de 1916 - 1994) fou un editor, col·leccionista d'art i polític català.

## Biografia
Es va criar en el si d'una família de tradició industrial. Persona d'ideologia falangista, en els anys de postguerra va formar part del cercle d'intel·lectuals barcelonins reunits al voltant del falangista Luys Santa Marina. Va col·laborar amb la revista falangista Destino. Lluís de Caralt va arribar a formar part de la Junta Política clandestina de Falange Española Auténtica, oposada a la línia oficialista i franquista de FET y de las JONS.
Fundà el 1942 l'editorial Luis de Caralt Editor, amb seu a Barcelona i que actualment s'ha unit a l'Editorial Noguer per formar Noguer Caralt Editores. Al llarg dels anys publicà tant títols de qualitat com comercials entre els quals abundaven els autors estrangers (Ernst von Salomon, William Faulkner, Graham Greene, Jack Kerouac, Georges Simenon, James M. Cain, Constantin Virgil Gheorghiu o Mario Lacruz). En la postguerra i durant la dictadura franquista exercí de regidor de l'Ajuntament de Barcelona. Segons Xavier Moret, Lluís de Caralt feu un paper fonamental en la postguerra per a difondre la literatura estrangera.
També va editar obres de marcat contingut ultradretà i antisemita, com ara Comentaris de Mein Kampf de J. Benoist-Mechin, i d'autors com ara Galeazzo Ciano, Léon Degrelle, Bernard Faÿ o el mateix Adolf Hitler.